# 푼티아구도산

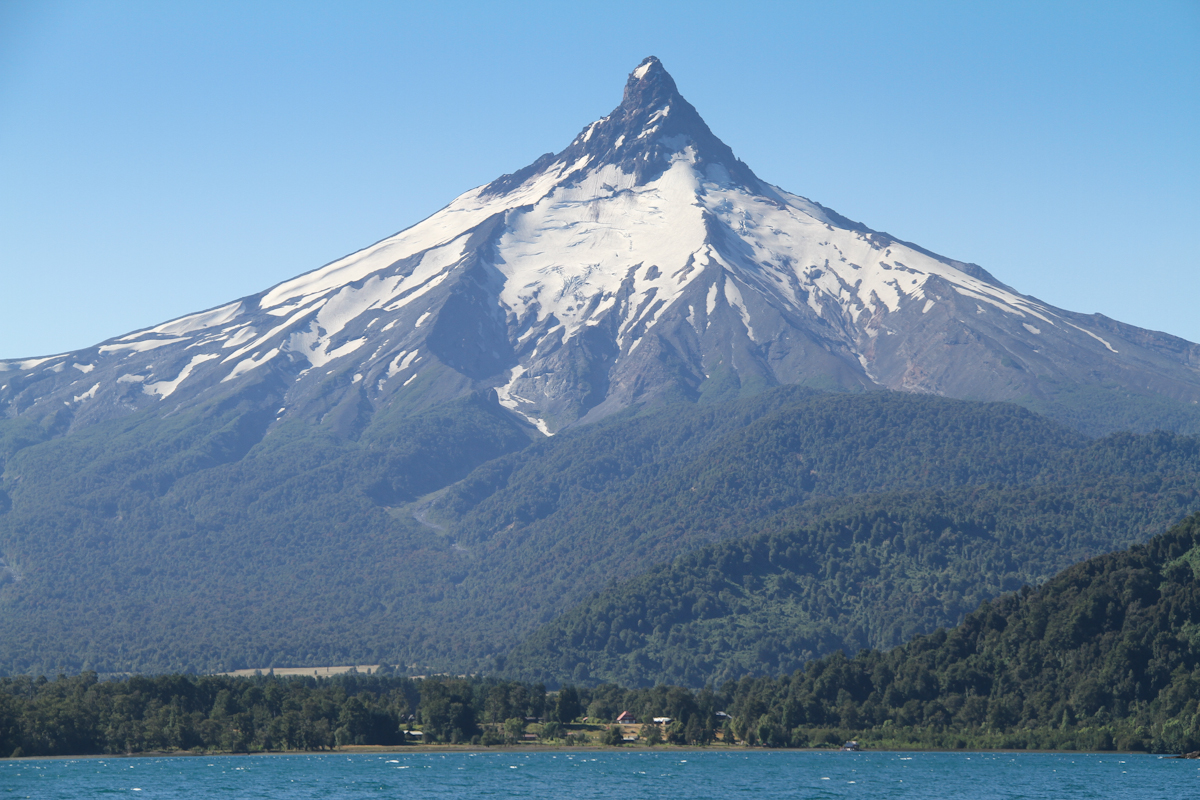
푼티아구도 산

푼티아구도산(Puntiagudo)은 칠레에 있는 화산으로, 성층 화산이다. 이 산은 다른 화산들과 달리 뾰족한
봉우리를 가지고 있으며, 화구도 없다. 그렇지만 분화기록은 있다. 마지막 분화는 1850년에 있었다. 봉우리가 뾰족하기
때문에 쉽게 올라갈 수 없는 곳이다. 다만, 줄을 이용하면 올라갈 수 있다.